# Marie-Josèphe Yoyotte
Pour les articles homonymes, voir Yoyotte.
Marie-Josèphe Yoyotte, née le 5 novembre 1929 à Saint-Fons et morte le 18 juillet 2017 à Issy-les-Moulineaux, est une monteuse française.
Active des années 1950 aux années 2000, elle a reçu trois César du meilleur montage.

## Biographie
Marguerite Marie-Josèphe Yoyotte est née le 5 novembre 1929 à Saint-Fons, dans la banlieue de Lyon. Son père martiniquais a quitté jeune son île natale pour poursuivre ses études supérieures en métropole. Sa mère est bretonne. Elle grandit à Paris, place Maubert. Par des amis passionnés de réalisation de court-métrage, elle « entre en montage à l'âge de 22 ans ». Elle effectue le parcours habituel : stage de six mois en laboratoire, assistante puis chef monteuse. 
À la fin des années 1950, elle réalise le montage de Moi un noir de Jean Rouch et du film de François Truffaut, Les 400 coups, imaginant avec les réalisateurs de nouveaux modes de narration. « On ne savait pas où on allait, on travaillait dans une euphorie totale », raconte Jean Rouch du montage, « en ayant comme son le son enregistré en direct — les voitures qui passent sont les vraies voitures — sur lequel j'avais ajouté quelques airs de musique […]  Quand on a monté le film, on l'a fait avec la musique et le montage s'est fait automatiquement, sur l'action. » En 1960, elle apparaît à l'écran, en plus du montage, dans Le Testament d'Orphée de Jean Cocteau, interprétant une gitane. Elle est ensuite sollicitée par de nombreux réalisateurs et enchaîne les montages pour Jean-Pierre Melville, Pierre Richard, Pascal Thomas, Claude Pinoteau, Jean-Paul Rappeneau, Alain Corneau, etc. En 1981, elle effectue son premier voyage en Martinique pour les repérages du film d’Euzhan Palcy, Rue Cases Nègres. 
Elle reçoit trois fois le César du meilleur montage : en 1977 pour Police Python 357 d'Alain Corneau, en 1997 avec Florence Ricard pour Microcosmos et en 2002 pour Le Peuple migrateur de Jacques Perrin, Jacques Cluzaud et Michel Debats.
Elle meurt à Issy-les-Moulineaux le 18 juillet 2017 et est incinérée au cimetière du Père-Lachaise le 20 juillet 2017.

## Filmographie
- 1957 : À la Jamaïque d'André Berthomieu
- 1958 : Ni vu, ni connu d'Yves Robert. Assistante monteuse
- 1958 : Moi un noir de Jean Rouch
- 1959 : Les Quatre Cents Coups de François Truffaut
- 1960 : La Famille Fenouillard d'Yves Robert
- 1960 : Le Testament d'Orphée, ou ne me demandez pas pourquoi! de Jean Cocteau
- 1961 : La Pyramide humaine de Jean Rouch
- 1961 : Léon Morin, prêtre de Jean-Pierre Melville
- 1962 : La Guerre des boutons d'Yves Robert
- 1970 : Le Distrait de Pierre Richard
- 1973 : Les Zozos de Pascal Thomas
- 1973 : Le Silencieux de Claude Pinoteau
- 1973 : La Vie facile de Francis Warin
- 1974 : La Gifle de Claude Pinoteau
- 1975 : Isabelle devant le désir de Jean-Pierre Berckmans
- 1975 : Le Sauvage de Jean-Paul Rappeneau
- 1976 : Police Python 357 d'Alain Corneau
- 1977 : Monsieur Papa de Philippe Monnier
- 1977 : Good-bye, Emmanuelle de François Leterrier
- 1978 : Les Petits Câlins de Jean-Marie Poiré
- 1978 : Va voir maman, papa travaille de François Leterrier
- 1978 : Mon premier amour d'Élie Chouraqui
- 1979 : L'Homme en colère de Claude Pinoteau
- 1980 : Retour en force de Jean-Marie Poiré
- 1980 : Je vais craquer de François Leterrier
- 1980 : La Boum de Claude Pinoteau
- 1981 : Diva de Jean-Jacques Beineix
- 1982 : Toro Moreno de Gérard Krawczyk
- 1982 : Tout feu, tout flamme de Jean-Paul Rappeneau
- 1982 : La Boum 2 de Claude Pinoteau
- 1983 : Vous habitez chez vos parents ? de Michel Fermaud
- 1983 : Rue Cases-Nègres d'Euzhan Palcy
- 1984 : La 7ème cible de Claude Pinoteau
- 1985 : Abandons de Pierre-Jean de San Bartolomé
- 1985 : L'Été prochain de Nadine Trintignant
- 1985 : Une femme ou deux de Daniel Vigne
- 1986 : Le Môme d'Alain Corneau
- 1986 : Je hais les acteurs de Gérard Krawczyk
- 1986 : Dionysos de Jean Rouch
- 1987 : L'Été en pente douce de Gérard Krawczyk
- 1988 : L'Étudiante de Claude Pinoteau
- 1989 : Tolérance de Pierre-Henri Salfati
- 1991 : Mima de Philomène Esposito
- 1991 : Génial, mes parents divorcent ! de Patrick Braoudé
- 1991 : La Neige et le Feu de Claude Pinoteau
- 1991 : Tous les matins du monde d'Alain Corneau
- 1992 : Siméon d'Euzhan Palcy
- 1994 : Henri le vert de Thomas Koerfer
- 1994 : Cache cash de Claude Pinoteau
- 1995 : Le Nouveau Monde d'Alain Corneau
- 1995 : Orson Welles: The One-Man Band de Vassili Silovic et Oja Kodar
- 1996 : Microcosmos : le peuple de l'herbe de Claude Nuridsany et Marie Pérennou
- 1997 : Les Palmes de monsieur Schutz de Claude Pinoteau
- 1998 : Le Comte de Monte Cristo de Josée Dayan
- 1999 : Himalaya : L'Enfance d'un chef d'Éric Valli
- 1999 : Balzac de Josée Dayan
- 2000 : Les Misérables de Josée Dayan
- 2000 : Le Prince du Pacifique d'Alain Corneau
- 2001 : Le Peuple migrateur de Jacques Perrin, Jacques Cluzaud et Michel Debats
- 2001 : Jean Cocteau, cinéaste de François Chayé (court-métrage)
- 2003 : Laisse tes mains sur mes hanches de Chantal Lauby
- 2003 : Mes enfants ne sont pas comme les autres de Denis Dercourt
- 2003 : Les Liaisons dangereuses de Josée Dayan
- 2004 : Genesis de Claude Nuridsany et Marie Pérennou
- 2005 : Je vous trouve très beau d'Isabelle Mergault
- 2007 : Le Deuxième souffle d'Alain Corneau

## Récompenses et nominations
- Césars 1976 : nomination au César du meilleur montage pour Le Sauvage
- Césars 1977 : César du meilleur montage pour Police Python 357
- Césars 1992 : nomination au César du meilleur montage pour Tous les matins du monde
- Césars 1997 : César du meilleur montage pour Microcosmos : le peuple de l'herbe
- Césars 2001 : César du meilleur montage pour Le Peuple migrateur